# Luca Chirico
Luca Chirico (16 de julho de 1992 em Varese) é um ciclista italiano, membro da equipa Androni Giocattoli-Sidermec.

## Biografia
Luca Chirico nasceu em 16 de julho de 1992 em Varese na Itália.
Entra em 2011 na equipa Trevigiani Dynamon Bottoli, que resulta MG Kvis-Trevigiani em 2014.
Passa a profissional em 2015 nas fileiras da equipa Bardiani CSF. Não conservado em 2017, apanha a equipa Torku Şekerspor, com que, consegue uma etapa da Volta à Sérvia e termina segundo da geral. Em 2018, assina com a equipa Androni Giocattoli-Sidermec com a ambição de participar no Giro d'Italia. Não obstante, em 19 de abril de 2018, decidem de mútuo acordo de separar-se, Chirico não fazendo parte da selecção para o Giro.

## Palmarés, resultados e classificações mundiais

### Palmarés em estrada
- 2010[1]
  - Classificação geral das Tre Ciclistica Bresciana
  - Grande Prêmio dell'Arno
    - 2. ª etapa do Grande Prêmio General Patton
- 2012
  -     - 1.ª etapa da Volta de Tenerife (contrarrelógio por equipas)

  - Troféu Marco Rusconi
  - 2.º do Memorial Morgan Capretta
  - 2.º de Milão-Rapallo
  - 2.º do Grande Prêmio Ezio del Rosso
  - 3.º do Grande Prêmio Somma
- 2013
  - Grande Prêmio San Giuseppe
  - 2.º da Ruota d'Oro
- 2014
  - 2.º do Circuito de Getxo
  - 3.º do campeonato da Itália em estrada esperanças
  - 3.º do Giro del Belvedere
  - 3.º do Grande Prêmio de Poggiana
- 2017
  -     - 2. ª etapa da Volta à Sérvia

  - 2.º da Tour de Bihor
  - 2.º da Volta à Sérvia

### Resultados na as grandes voltas

#### Volta de Itália
- 2015 : 88.º

### Classificações mundiais
| Ano             | 2012  | 2013  | 2014 | 2015   | 2016  | 2017  |
| UCI Europe Tour | 1085. | 158.º | 91.º |        | 965.º | 473.º |
| UCI Asia Tour   |       |       |      | 126.º. | 185.º | 136.º |